# مرکز مندلی بی
سالن مندلی بی (به انگلیسی: Mandalay Bay Events Center) یک سالن سرپوشیده با ظرفیت ۱۲٬۰۰۰ نفر است که جزئی از هتل و کازینوی مندلی بی محسوب می‌شود.
این سالن که در نوار لاس وگاس قرار دارد برای برگزاری کنسرت‌های موسیقی، بوکس و هنرهای رزمی ترکیبی مورد استفاده قرار می‌گیرد.
مندلی بی میزبان مسابقات جایزه گرمی لاتین در سال ۲۰۰۷ و ۲۰۰۹–۲۰۱۲ بوده است، همچنین کنسرت یانی در لاس‌وگاس نیز در این سالن برگزار شده است و همین‌طور این سالن میزبان دوشیزه جهان در سال ۲۰۱۰ بود.